# HK Zorkij
HK Zorkij (Ryska:Зоркий) är en bandyklubb i Krasnogorsk i Ryssland, bildad 1961. Hemmamatcherna spelas i gul tröja. Klubben blev sovjetiska mästare 1979 och ryska mästare 1993. Klubben vann även World Cup 1990 och Europacupen 1992. Sedan tog det lång tid innan meriterna kom, man spelade final i World Cup 2009 men förlorade då mot Hammarby IF. 3 år senare, 2012, vann man hela World Cup då man vann över ryska liga konkurrenten HK Jenisej Krasnojarsk i finalen med 3–0. Några veckor tidigare hade man även vunnit hela Champions Cup då man finalslog Edsbyns IF med 8–2, detta gjorde att Zorkij hade vunnit Champions Cup tre år i rad. 
Vid Russian Government Cup 2003 deltog klubben som utfyllnadslag.
I klubben spelar en av världens bäste spelare genom tiderna, Valerij Gratjov.